# Psihologie clinică
Psihologia clinică, ramură și specializare a psihologiei, este știința care studiază mecanismele psihologice implicate în starea de sănătate și boală. Ea este situată la confluența psihologiei cu medicina și este o ramură teoretică și aplicativă a sistemului științelor psihologice. Se consideră una dintre cela mai vaste și dezvoltate ramuri ale psihologiei. Cu toate acestea psihologia clinică nu este doar o știință fundamentală, dar și un domeniu de activitate profesională, care este orientată spre optimizarea resurselor psihice a omului și a posibilităților sale de adaptare, la armonizarea dezvoltării psihice, ocrotirea sănătății, înfruntarea suferințelor și reabilitarea psihică.